# أحلام المنفى (فلم)
أحلام المنفى فيلم وثائقي للمخرجة الفلسطينية مي المصري.

## القصة
يصور الوثائقي أطفال فلسطين الذين هرموا قبل أن يكبروا في السن جراء الحياة الصعبة والغير عادلة التي يعيشونها. نرى أطفال مخيمين اثنين «مخيم شاتيلا» في لبنان و«مخيم الدهيشة» في الأراضي المحتلة، وبالرغم من بعد المسافة، إلا أن المعاناة واحدة. للمخرجة نظرة فنية مؤثرة، وهي تنقل الواقع الاجتماعي والسياسي من خلال صور من حياتهم اليومية بنمط رقيق شفاف.

## وصلة خارجية
- مقالات تستعمل روابط فنية بلا صلة مع ويكي بيانات

- مشاهدة الفيلم على موقع سينموز